# Verein für Leibesübungen Wolfsburg 2018-2019 (femminile)
Questa voce raccoglie le informazioni riguardanti la squadra femminile del Verein für Leibesübungen Wolfsburg nelle competizioni ufficiali della stagione 2018-2019.

## Stagione
La stagione 2018-2019 della squadra femminile del VfL Wolfsburg è partita con le partenze di Tessa Wullaert al Manchester City e di Vanessa Bernauer alla Roma. In ingresso sono arrivate Sara Doorsoun dal SGS Essen e Pia-Sophie Wolter dal Werder Brema. 
In Frauen-Bundesliga il Wolfsburg ha vinto il suo quinto titolo, il terzo consecutivo. Il campionato è stato concluso con 59 punti, frutto di 19 vittorie, due pareggi e una sconfitta, e quattro punti di vantaggio sul Bayern Monaco, secondo classificato. Il Wolfsburg è stato in testa alla classifica sin dall'inizio del campionato, venendo raggiunto dal Bayern Monaco alla quattordicesima giornata dopo aver perso lo scontro diretto. Da allora il Wolfsburg ha vinto tutte le partite, mentre due pareggi di fila hanno rallentato il Bayern, così che il Wolfsburg poté vincere il suo quinto titolo alla penultima giornata di campionato. La squadra è nuovamente arrivata in finale di DFB-Pokal der Frauen, superando il Friburgo per 1-0 grazie alla rete di Ewa Pajor.
Il cammino del Wolfsburg in UEFA Women's Champions League si è interrotto ai quarti di finale, ancora una volta, per mano dell'Olympique Lione: dopo la sconfitta in trasferta per 1-2, le tedesche sono sconfitte anche in casa per 2-4, abbandonando la competizione dopo la finale raggiunta l'anno prima. Nei turni precedenti il Wolfsburg aveva eliminato prima le islandesi del Þór/KA e poi le spagnole dell'Atlético Madrid.

## Divise e sponsor
Le tenute di gioco sono le stesse del Wolfsburg maschile. Il main sponsor era l'azienda proprietaria della società, la casa automobilistica Volkswagen tramite l'iconico marchio VW stampato sulla parte anteriore della maglietta, mentre quello tecnico, fornitore delle tenute di gioco, era Nike.
| Casa | Trasferta | Terza divisa |

## Organigramma societario
Area tecnica
- Allenatore: Stephan Lerch
- Vice allenatore: Ariane Hingst
- Vice allenatore: Markus Högner
- Preparatore dei portieri: Frank Pichatzek, Patrick Platins

## Rosa
| N. |                       | Ruolo | Calciatrice              |
| -- | --------------------- | ----- | ------------------------ |
| 1  | Germania (bandiera)   | P     | Almuth Schult            |
| 3  | Ungheria (bandiera)   | C     | Zsanett Jakabfi          |
| 4  | Svezia (bandiera)     | D     | Nilla Fischer            |
| 5  | Portogallo (bandiera) | C     | Cláudia Neto             |
| 6  | Germania (bandiera)   | D     | Katharina Baunach        |
| 7  | Islanda (bandiera)    | C     | Sara Björk Gunnarsdóttir |
| 8  | Germania (bandiera)   | D     | Babett Peter             |
| 9  | Germania (bandiera)   | C     | Anna Blässe              |
| 11 | Germania (bandiera)   | A     | Alexandra Popp           |
| 12 | Germania (bandiera)   | P     | Jana Burmeister          |
| 14 | Germania (bandiera)   | D     | Meret Wittje             |
| 15 | Germania (bandiera)   | C     | Anna-Lena Stolze         |
| 16 | Svizzera (bandiera)   | D     | Noelle Maritz            |

| N. |                        | Ruolo | Calciatrice            |
| -- | ---------------------- | ----- | ---------------------- |
| 17 | Polonia (bandiera)     | A     | Ewa Pajor              |
| 19 | Norvegia (bandiera)    | C     | Kristine Minde         |
| 20 | Germania (bandiera)    | C     | Pia-Sophie Wolter      |
| 21 | Svizzera (bandiera)    | C     | Lara Dickenmann        |
| 22 | Danimarca (bandiera)   | A     | Pernille Harder        |
| 23 | Germania (bandiera)    | D     | Sara Doorsoun          |
| 24 | Germania (bandiera)    | D     | Maria-Joelle Wedemeyer |
| 26 | Norvegia (bandiera)    | C     | Caroline Graham Hansen |
| 27 | Inghilterra (bandiera) | P     | Mary Earps             |
| 28 | Germania (bandiera)    | C     | Lena Goeßling          |
| 30 | Stati Uniti (bandiera) | C     | Ella Masar             |
| 33 | Germania (bandiera)    | P     | Melina Loeck           |

## Calciomercato

### Sessione estiva
| Acquisti | Acquisti          | Acquisti     | Acquisti   |
| R.       | Nome              | da           | Modalità   |
| -------- | ----------------- | ------------ | ---------- |
| P        | Mary Earps        | Reading      | definitivo |
| D        | Sara Doorsoun     | SGS Essen    | definitivo |
| C        | Pia-Sophie Wolter | Werder Brema | definitivo |

| Cessioni | Cessioni           | Cessioni         | Cessioni   |
| R.       | Nome               | a                | Modalità   |
| -------- | ------------------ | ---------------- | ---------- |
| P        | Merle Frohms       | Friburgo         | definitivo |
| D        | Luisa Wensing      | Werder Brema     | definitivo |
| C        | Vanessa Bernauer   | Roma             | definitivo |
| C        | Franziska Fiebig   | Sand             | definitivo |
| C        | Isabel Kerschowski | Bayer Leverkusen | definitivo |
| A        | Tessa Wullaert     | Manchester City  | definitivo |

## Risultati

### Frauen-Bundesliga

#### Girone di andata
| Arbitro: | Söder (Ingolstadt) |

|                               |           |  |
| Harder 30’ Pajor 64’ Popp 77’ | Marcatori |  |

| Arbitro: | Stolz (Pritzwalk) |

|  |           |                                            |
|  | Marcatori | 48’ Harder 60’, 73’, 75’ Pajor 71’ Fischer |

| Arbitro: | Kunkel (Amburgo) |

|                                                                 |           |  |
| Pajor 17’, 73’, 89’ Harder 29’ (rig.) Popp 55’ Faißt 56’ (aut.) | Marcatori |  |

| Arbitro: | Derlin (Bad Schwartau) |

|  |           |                            |
|  | Marcatori | 10’ Jakabfi 26’, 86’ Minde |

| Arbitro: | Wacker (Lehrensteinsfeld) |

|                           |           |  |
| Maritz 18’ Pajor 39’, 49’ | Marcatori |  |

| Arbitro: | Wozniak (Herne) |

|  |           |                                                                          |
|  | Marcatori | 2’ Jakabfi 18’ Peter 30’ Minde 61’ Wolter 71’ Masar 76’, 90’ (rig.) Popp |

| Arbitro: | Heimann (Gladbeck) |

|                                                                |           |  |
| Harder 1’, 66’ Minde 35’ Pajor 44’, 50’, 61’ Gunnarsdóttir 59’ | Marcatori |  |

| Arbitro: | Weigelt (Lipsia) |

|           |           |                       |
| Moore 66’ | Marcatori | 61’ Maritz 69’ Harder |

| Arbitro: | Michel (Gau-Odernheim) |

|  |           |                                                                                             |
|  | Marcatori | 19’, 23’ Minde 31’ Harder 54’, 65’ Popp 70’ Pajor 79’, 82’ Jakabfi 87’ (rig.) Graham Hansen |

| Arbitro: | Stolz (Pritzwalk) |

|                           |           |            |
| Harder 30’, 43’ Pajor 45’ | Marcatori | 38’ Harsch |

| Arbitro: | Kunkel (Amburgo) |

|             |           |           |
| Schwalm 83’ | Marcatori | 65’ Pajor |

#### Girone di ritorno
| Arbitro: | Wacker (Lehrensteinsfeld) |

|                           |           |                                                                           |
| Pawollek 42’ Freigang 61’ | Marcatori | 4’ Popp 23’, 32’ (rig.) Graham Hansen 64’ Harder 69’ Goeßling 82’ Jakabfi |

| Wolfsburg 16 dicembre 2018, ore 14:00 CET 13ª giornata | Wolfsburg       | 0 – 0 referto | SGS Essen | AOK Stadion (1 428 spett.)\| Arbitro: \| Wozniak (Herne) \| |
| Arbitro:                                               | Wozniak (Herne) |               |           |                                                             |

| Arbitro: | Wozniak (Herne) |

|                                                            |           |                       |
| Wenninger 20’ Lewandowski 40’ Peter 64’ (aut.) Rolfö 90+1’ | Marcatori | 71’ Fischer 77’ Pajor |

| Arbitro: | Joos (Leinfelden-Echterdingen) |

|                                                          |           |  |
| Pajor 5’ Harder 20’, 24’, 62’ Neto 50’ Graham Hansen 59’ | Marcatori |  |

| Arbitro: | Appelmann (Alzey) |

|                         |           |                                 |
| Starke 6’ Sanders 90+4’ | Marcatori | 11’ Harder 68’ Wolter 86’ Pajor |

| Arbitro: | Wildfeuer (Lubecca) |

|                                                                            |           |  |
| Popp 19’, 61’, 64’ Graham Hansen 36’, 40’ Baunach 58’ Maritz 66’ Pajor 75’ | Marcatori |  |

| Arbitro: | Wacker (Lehrensteinsfeld) |

|  |           |                                                 |
|  | Marcatori | 9’, 19’, 54’ Pajor 45’ Graham Hansen 61’ Harder |

| Arbitro: | Weigelt (Lipsia) |

|                                                       |           |  |
| Pajor 15’ Jakabfi 17’ Fischer 49’ Harder 72’ Popp 79’ | Marcatori |  |

| Arbitro: | Duske (Leverkusen) |

|                                                                                         |           |  |
| Jakabfi 2’ Popp 9’, 39’ Harder 13’ Graham Hansen 43’ (rig.) Peter 58’ Gunnarsdóttir 67’ | Marcatori |  |

| Arbitro: | Biehl (Siesbach) |

|  |           |            |
|  | Marcatori | 42’ Wolter |

| Arbitro: | Wozniak (Herne) |

|                      |           |  |
| Harder 55’ Pajor 59’ | Marcatori |  |

### DFB-Pokal der Frauen
| Arbitro: | Heidenreich (Bad Schwartau) |

|  |           | |
|  | Marcatori | 5’, 41’ (rig.) Gunnarsdóttir 9’ Harder 11’, 75’ Jakabfi 29’ Baunach 37’, 89’ Masar 45’ Popp 52’ Graham Hansen 55’ Fischer |

| Arbitro: | Joos (Leinfelden-Echterdingen) |

|  |           |                                                                                             |
|  | Marcatori | 14’, 39’, 58’ Jakabfi 25’ Wedemeyer 27’ Blässe 41’, 64’ Graham Hansen 56’ Harder 84’ Stolze |

| Arbitro: | Söder (Ingolstadt) |

|                                     |           |  |
| Popp 20’, 26’ Harder 49’ Wolter 75’ | Marcatori |  |

| Arbitro: | Wacker (Marbach am Neckar) |

|  |           |                                             |
|  | Marcatori | 25’ Graham Hansen 31’, 66’ Harder 53’ Pajor |

| Arbitro: | Kunkel |

|           |           |  |
| Pajor 55’ | Marcatori |  |

### UEFA Women's Champions League
| Arbitro: | Urban |

|  |           |            |
|  | Marcatori | 31’ Harder |

| Arbitro: | Rayner |

|                      |           |  |
| Harder 28’ Masar 66’ | Marcatori |  |

| Arbitro: | Staubli |

|                                             |           |  |
| Harder 46’, 67’ Pajor 49’ Graham Hansen 61’ | Marcatori |  |

| Arbitro: | Pustovojtova |

|  |           |                                                                  |
|  | Marcatori | 15’ Popp 46’ Graham Hansen 61’, 65’ Harder 82’ Minde 90+4’ Pajor |

| Arbitro: | Monzul' |

|                          |           |             |
| Le Sommer 11’ Renard 18’ | Marcatori | 64’ Fischer |

| Arbitro: | Lehtovaara |

|                 |           |                                                  |
| Harder 53’, 56’ | Marcatori | 8’ Marozsán 25’ (rig.) Renard 60’, 80’ Le Sommer |

## Statistiche

### Statistiche di squadra
| Competizione         | Punti | In casa | In casa | In casa | In casa | In casa | In casa | In trasferta | In trasferta | In trasferta | In trasferta | In trasferta | In trasferta | Totale | Totale | Totale | Totale | Totale | Totale | DR   |
| Competizione         | Punti | G       | V       | N       | P       | Gf      | Gs      | G            | V            | N            | P            | Gf           | Gs           | G      | V      | N      | P      | Gf     | Gs     | DR   |
| -------------------- | ----- | ------- | ------- | ------- | ------- | ------- | ------- | ------------ | ------------ | ------------ | ------------ | ------------ | ------------ | ------ | ------ | ------ | ------ | ------ | ------ | ---- |
| Frauen-Bundesliga    | 59    | 11      | 10      | 1       | 0       | 50      | 1       | 11           | 9            | 1            | 1            | 44           | 10           | 22     | 19     | 2      | 1      | 94     | 11     | +83  |
| DFB-Pokal der Frauen | -     | 2       | 2       | 0       | 0       | 5       | 0       | 3            | 3            | 0            | 0            | 24           | 0            | 5      | 5      | 0      | 0      | 29     | 0      | +29  |
| Champions League     | -     | 3       | 2       | 0       | 1       | 8       | 4       | 3            | 2            | 0            | 1            | 8            | 2            | 6      | 4      | 0      | 2      | 16     | 6      | +10  |
| Totale               | -     | 16      | 14      | 1       | 1       | 63      | 5       | 17           | 14           | 1            | 2            | 76           | 12           | 33     | 28     | 2      | 3      | 139    | 17     | +122 |

### Andamento in campionato
| Giornata  | 1 | 2 | 3 | 4 | 5 | 6 | 7 | 8 | 9 | 10 | 11 | 12 | 13 | 14 | 15 | 16 | 17 | 18 | 19 | 20 | 21 | 22 |
| --------- | - | - | - | - | - | - | - | - | - | -- | -- | -- | -- | -- | -- | -- | -- | -- | -- | -- | -- | -- |
| Luogo     | C | T | C | T | C | T | C | T | T | C  | T  | T  | C  | T  | C  | T  | C  | T  | C  | C  | T  | C  |
| Risultato | V | V | V | V | V | V | V | V | V | V  | N  | V  | N  | P  | V  | V  | V  | V  | V  | V  | V  | V  |
| Posizione | 3 | 2 | 1 | 1 | 1 | 1 | 1 | 1 | 1 | 1  | 1  | 1  | 1  | 1  | 1  | 1  | 1  | 1  | 1  | 1  | 1  | 1  |

Legenda:

Luogo: C = Casa; T = Trasferta. Risultato: V = Vittoria; N = Pareggio; P = Sconfitta.

### Statistiche delle giocatrici
| Giocatore        | Frauen-Bundesliga | Frauen-Bundesliga | Frauen-Bundesliga | Frauen-Bundesliga | DFB-Pokal der Frauen | DFB-Pokal der Frauen | DFB-Pokal der Frauen | DFB-Pokal der Frauen | Champions League | Champions League | Champions League | Champions League | Totale   | Totale | Totale      | Totale     |
| Giocatore        | Presenze          | Reti              | Ammonizioni       | Espulsioni        | Presenze             | Reti                 | Ammonizioni          | Espulsioni           | Presenze         | Reti             | Ammonizioni      | Espulsioni       | Presenze | Reti   | Ammonizioni | Espulsioni |
| ---------------- | ----------------- | ----------------- | ----------------- | ----------------- | -------------------- | -------------------- | -------------------- | -------------------- | ---------------- | ---------------- | ---------------- | ---------------- | -------- | ------ | ----------- | ---------- |
| K. Baunach       | 4                 | 1                 | 0                 | 0                 | 2                    | 1                    | 0                    | 0                    | 0                | 0                | 0                | 0                | 6        | 2      | 0           | 0          |
| A. Blässe        | 11                | 0                 | 2                 | 0                 | 4                    | 1                    | 0                    | 0                    | 3                | 0                | 0                | 0                | 18       | 1      | 2           | 0          |
| J. Burmeister    | 0                 | 0                 | 0                 | 0                 | 0                    | 0                    | 0                    | 0                    | 0                | 0                | 0                | 0                | 0        | 0      | 0           | 0          |
| L. Dickenmann    | 3                 | 0                 | 0                 | 0                 | 0                    | 0                    | 0                    | 0                    | 2                | 0                | 0                | 0                | 5        | 0      | 0           | 0          |
| S. Doorsoun      | 18                | 0                 | 1                 | 0                 | 2                    | 0                    | 0                    | 0                    | 4                | 0                | 0                | 0                | 24       | 0      | 1           | 0          |
| M. Earps         | 4                 | -5                | 0                 | 0                 | 2                    | 0                    | 0                    | 0                    | 0                | 0                | 0                | 0                | 6        | -5     | 0           | 0          |
| N. Fischer       | 21                | 3                 | 0                 | 0                 | 5                    | 1                    | 0                    | 0                    | 5                | 1                | 0                | 0                | 31       | 5      | 0           | 0          |
| C. Graham Hansen | 22                | 8                 | 2                 | 0                 | 5                    | 4                    | 0                    | 0                    | 6                | 2                | 0                | 0                | 33       | 14     | 2           | 0          |
| L. Goeßling      | 10                | 1                 | 0                 | 0                 | 4                    | 0                    | 0                    | 0                    | 3                | 0                | 0                | 0                | 17       | 1      | 0           | 0          |
| S. Gunnarsdóttir | 16                | 2                 | 0                 | 0                 | 4                    | 2                    | 1                    | 0                    | 5                | 0                | 1                | 0                | 25       | 4      | 2           | 0          |
| P. Harder        | 21                | 18                | 1                 | 0                 | 5                    | 5                    | 0                    | 0                    | 6                | 8                | 1                | 0                | 32       | 31     | 2           | 0          |
| Z. Jakabfi       | 20                | 7                 | 0                 | 0                 | 3                    | 5                    | 0                    | 0                    | 4                | 0                | 0                | 0                | 27       | 12     | 0           | 0          |
| M. Loeck         | 0                 | 0                 | 0                 | 0                 | 0                    | 0                    | 0                    | 0                    | 0                | 0                | 0                | 0                | 0        | 0      | 0           | 0          |
| N. Maritz        | 16                | 3                 | 0                 | 0                 | 1                    | 0                    | 0                    | 0                    | 5                | 0                | 0                | 0                | 22       | 3      | 0           | 0          |
| E. Masar         | 12                | 1                 | 0                 | 0                 | 5                    | 2                    | 0                    | 0                    | 5                | 1                | 0                | 0                | 22       | 4      | 0           | 0          |
| K. Minde         | 11                | 6                 | 0                 | 0                 | 2                    | 0                    | 0                    | 0                    | 4                | 1                | 0                | 0                | 17       | 7      | 0           | 0          |
| C. Neto          | 18                | 1                 | 1                 | 0                 | 2                    | 0                    | 0                    | 0                    | 6                | 0                | 1                | 0                | 26       | 1      | 2           | 0          |
| E. Pajor         | 19                | 24                | 0                 | 0                 | 3                    | 2                    | 1                    | 0                    | 5                | 2                | 0                | 0                | 27       | 28     | 1           | 0          |
| B. Peter         | 18                | 2                 | 1                 | 0                 | 4                    | 0                    | 0                    | 0                    | 4                | 0                | 1                | 0                | 26       | 2      | 2           | 0          |
| A. Popp          | 20                | 13                | 1                 | 0                 | 5                    | 3                    | 0                    | 0                    | 4                | 1                | 0                | 0                | 29       | 17     | 1           | 0          |
| A. Schult        | 19                | -6                | 0                 | 0                 | 3                    | 0                    | 0                    | 0                    | 6                | -6               | 0                | 0                | 28       | -12    | 0           | 0          |
| A. Stolze        | 2                 | 0                 | 0                 | 0                 | 1                    | 1                    | 0                    | 0                    | 1                | 0                | 0                | 0                | 4        | 1      | 0           | 0          |
| M. Wedemeyer     | 7                 | 0                 | 0                 | 0                 | 2                    | 1                    | 0                    | 0                    | 3                | 0                | 1                | 0                | 12       | 1      | 1           | 0          |
| M. Wittje        | 0                 | 0                 | 0                 | 0                 | 0                    | 0                    | 0                    | 0                    | 0                | 0                | 0                | 0                | 0        | 0      | 0           | 0          |
| P. Wolter        | 14                | 3                 | 0                 | 0                 | 5                    | 1                    | 0                    | 0                    | 2                | 0                | 0                | 0                | 21       | 4      | 0           | 0          |